# محمد بن أحمد الشاطري
محمد بن أحمد الشاطري (1331 - 1422 هـ) أستاذ ومؤرخ وأديب والمؤسس لجمعية الأخوة والمعاونة بتريم. سلك مجال التعليم والتدريس في حياته، وأخذ في إلقاء الدروس والمحاضرات في المدارس والمعاهد العلمية والأندية والمناسبات، وقد أخذ عنه أجيال عديدون يبلغون الآلاف. هاجر إلى السعودية، وصار مستشارا ثقافيا في مدرسة الفلاح الثانوية بجدة، وكانت له في جدة مجالس علمية دورية يعقدها للراغبين في العلم.

## نسبه
محمد بن أحمد بن عمر بن عوض بن عمر بن أحمد بن عمر بن أحمد بن علي بن حسين بن محمد بن أحمد بن عمر بن علوي الشاطري بن علي بن أحمد بن محمد أسد الله بن حسن الترابي بن علي بن الفقيه المقدم محمد بن علي بن محمد صاحب مرباط بن علي خالع قسم بن علوي بن محمد بن علوي بن عبيد الله بن أحمد المهاجر بن عيسى بن محمد النقيب بن علي العريضي بن جعفر الصادق بن محمد الباقر بن علي زين العابدين بن الحسين السبط بن علي بن أبي طالب، وعلي زوج فاطمة بنت محمد ﷺ.
فهو الحفيد 35 لرسول الله محمد ﷺ في سلسلة نسبه.

## مولده ونشأته
ولد بمدينة تريم بحضرموت يوم الاثنين الثامن والعشرين من شهر جمادى الثانية سنة 1331 هـ، وسمّاه الإمام أحمد بن حسن العطاس محمدًا، ودعا له بأن يكون من أهل العلم والفضل، ونشأ نشأة علمية، فقرأ أولا القرآن في مدرسة نشر الفضائل، بعدها التحق بمدرسة جمعية الحق، وأخذ ينهل من معين العلم والمعرفة في تلك المدرسة، وكان يقوم بالتدريس فيها آنذاك نخبة من الأساتذة منهم محمد بن هاشم بن طاهر، وتلقى علومه أيضا في المعهد العلمي الشهير رباط تريم الذي تخرج منه العديد من العلماء. وقد قرأ أمهات الكتب في علوم التفسير والحديث والفقه والسيرة النبوية والتاريخ والأدب، وبعض كتب الأصول إضافة إلى علم الميقات.
ودرس اللغة الانجليزية في وقت لم يكن في بلده من يدرسها ولا من يُدرسها، وذلك لشدة رغبته في دراستها؛ ليتمكن من الدعوة بها إلى الله بالنسبة لمن لا يحسن العربية، وليدافع عن الإسلام ويدحض شبه الأعداء والمعاندين من المستشرقين والسائرين في ركابهم. فبدأ دراسته أولا في بلده تريم عند طبيب هندي مسلم، فاتفق مع الطبيب على أن يدرسه اللغة الانجليزية مقابل أن يدرس الطبيب المذكور في علوم العربية، فأخذ من الانجليزية بنصيب، ولما سافر إلى سنغافورة واصل هناك دراسة اللغة الانجليزية حتى أخذ منها بحظ وافر، كما أنه يتكلم أيضا اللغة الملايوية.

## شيوخه
أخذ عن كثير من شيوخ عصره، وحصل له منهم الإجازة والإلباس، وشهدوا له بالتفوق والنبوغ، وأثنوا عليه، منهم:
| - والده أحمد بن عمر الشاطري - عبد الله بن عمر الشاطري | - عبد الله بن عيدروس العيدروس - عبد الباري بن شيخ العيدروس | - محمد بن هاشم بن طاهر - علوي بن طاهر الحداد |  |

## تلاميذه
يصعب حصر المنتفعين به، على أن من كبار ملازميه:
| - حسين بن محمد السقاف - علي بن عبد الله السقاف | - حسن بن علي السقاف - حسن بن عبد الله السقاف | - عبد القادر بن سالم خرد - سقاف بن علي الكاف | - فضل بن عبد الرحمن بافضل - محمد بن أبي بكر باذيب |

## حياته العلمية والاجتماعية
بعد أن أخذ بنصيب طيب من العلوم والمعرفة بدأ حياته العلمية بالعمل في مجالس التدريس، فاشتغل بالتدريس في مدرسة آل الكاف في فجر شبابه وهو في السادسة عشرة من العمر، كما قام بالتدريس في رباط تريم. وفي سنة 1351 هـ أسس جمعية الأخوة والمعاونة، ودعا زملاءه إلى المشاركة في تأسيسها وعضويتها، وانتخب من قبلهم رئيسا لها. وأنشأت تلك الجمعية أول مدرسة لها، وقام مع بعض زملائه بوضع وتأليف سلسلة الكتب المدرسية المنهجية لمدارس الجمعية وفق منهج حديث من إنتاجهم، مما أثار إعجاب مدير معارف السلطنة القعيطية الشيخ القدال في تلك الفترة. ولهذه الجمعية نشاط واسع وإشراف على مدارس تريم ونشر الدعوة إلى جهات البادية بل خارج حضرموت.
وفي عام 1355 هـ انتدب للتدريس في مدرسة الجنيد الإسلامية بسنغافورة، واشترك في إدارة النادي العربي الإسلامي هناك، وهو النادي الوحيد في الملايا من نوعه آنذاك، ومن كبار مؤسسيه إبراهيم بن عمر السقاف، وسافر إلى جاوة بوصفه رئيسا لجمعية الأخوة والمعاونة مع بعض أعضائها لشرح أهدافها بين الجالية الحضرمية، وعاد إلى تريم عام 1359 هـ مع بداية نشوب الحرب العالمية الثانية. وعدا رحلاته إلى بلدان الشرق الأقصى فقد زار اليمن وعدن ومصر.
وطُلب لتأسيس مدارس ببلاد العواذل فسافر إليها، ولم يطل مكثه هناك لسبب ما تعرض له من المضايقات والمعاناة من قبل السلطات البريطانية التي لم يرق لها وجوده هناك حتى اضطر إلى العودة إلى وطنه. وفي عام 1384 هـ طُلب للمشاركة في تأسيس مدرسة ثانوية في سيئون والتدريس بها، وهي أول مدرسة ثانوية تؤسس بداخل حضرموت على حساب حكومتيها القعيطية والكثيرية.
ومن أعماله سعيه في تأسيس شركة المياه الوطنية بتريم، وانتخب أول رئيس لها. ولما أسست أول بلدية لتريم رشّح وانتخب رئيسا لها. ولما أنشئت لجنة إصلاح السدود بوادي حضرموت انتخب في عضويتها، فقبل وقام بدور فعال في أعمالها، كما شارك في العمل للإنقاذ من المجاعة بحضرموت إبان الحرب العالمية الثانية التي أهلكت الحرث والنسل.
وفي عام 1363 هـ عين نائبا لرئيس المجلس العالي في المكلا وهو الهيئة القضائية للنقض والإبرام في الأحكام الشرعية، وتولى التفتيش بالمحاكم الشرعية في السلطنة القعيطية. ثم عين مفتشا للدولة الكثيرية حوالي عام 1364 هـ إلى أن استقال من هذا المنصب احتجاجا على عدم تنفيذ الأحكام الشرعية.

## هجرته
ثم هاجر واستقر بمدينة جدة بالمملكة العربية السعودية عام 1393 هـ، وواصل جهوده التعليمية، وتصدى للنفع العام، وأخذ يعقد دروسا ومجالس علمية وأدبية، وتصدر الدروس التي تعقد خلال الأسبوع، ومنها الدرس الذي يعقد مساء الجمعة من كل أسبوع، ويحضر هذا الدرس حشد من الحضارمة المقيمين بمدينة جدة وغيرهم. وعرضت عليه بعض الأعمال العلمية وغير العلمية، ولكنه اختار أن يقوم بعمل علمي وثقافي نافع في إحدى المدارس الأهلية، فاستقر به المقام في مدرسة الفلاح الثانوية بجدة كمشرف اجتماعي، فألّف في نطاق هذا العمل بعض الرسائل والكتب، وكان موضع احترام المسؤولين بها. ومنحه الملك خالد بن عبد العزيز آل سعود الجنسية السعودية؛ تقديرا له ولفضله ولمركزه العلمي والاجتماعي.

## مؤلفاته
ولقد ألف في عدة فنون علمية، فألف في علم التوحيد، والفلك، والتاريخ، والسيرة النبوية، والأدب، وغير ذلك، وقرض الشعر. وكان ذلك وهو في مستهل حياته وفي سن مبكر قبل أن يبلغ العشرين من عمره، فمن مؤلفاته:
| - «منظومة اليواقيت من فن المواقيت» - «أدوار التاريخ الحضرمي» - «مولد الرسول الأكمل» وعدل عنوانه فيما بعد إلى «دواء المعلول» - «محمد علي زينل رائد نهضة وزعيم إصلاح ومؤسس مدارس الفلاح» - «موقف اليمن من الرجعية الجاهلية» - «كيف نحن!» - «ديوان الشاطري» - «القطوف الجنية من رياض الأشعار الشاطرية» | - «الإجابات الشرعية على أسئلة الجهات الرسمية» - «الدروس التوحيدية» - «سيرة السلف من بني علوي الحسينيين» - «المعجم اللطيف لأسباب الألقاب والكنى في النسب الشريف» - «الفتاوى الشرعية» - «شرح الياقوت النفيس» - «الوحدة الإسلامية» - «المناعة من الوقوع في أخطاء شائعة» - «عرض الأدلة والبراهين على كتابة المصاحف كاملة في حياة سيد المرسلين وفي عهد الخلفاء الراشدين» |

## وفاته
توفي فجأة عصر يوم الأحد الثالث من شهر رمضان سنة 1422 هـ في منزله بجدة وصلي على جثمانه في الحرم المكي ودفن بحوطة السادة في مقبرة المعلاة.

## وصلات خارجية
- محمد أحمد عمر الشاطري - معجم البابطين لشعراء العربية في القرنين التاسع عشر والعشرين.